# Guga de Oliveira
Carlos Augusto Oliveira, mais conhecido por Guga de Oliveira (Osasco, 6 de abril de 1941 — São Paulo, 14 de outubro de 2018), foi um cineasta e produtor de televisão brasileiro.

## Biografia
Seu pai, Orlando, morreu quando era criança, sendo criado pela mãe viúva, Joaquina, ao lado do irmão, José Bonifácio. Ainda na juventude foi praticante de esportes, chegando a integrar a seleção paulista de basquete com a qual foi campeão nacional, em 1957.
Por indicação do irmão trabalha na gravadora RGE, e também toca maracas no conjunto do maestro italiano Simonetti. Tendo escrito uma crítica sobre o filme Candelabro Italiano, de 1962, esta foi publicada no jornal O Estado de S. Paulo, para o qual passou a colaborar e, dali, também na Editora Abril, onde foi um dos redatores no lançamento da revista Cláudia.
Ainda no começo da década de 1960 trabalha numa agência de publicidade, onde conhece sua primeira esposa, Neide, com quem teve duas filhas:Karla,nascida em 1965 e Andréa,nascida em 1966 . A relação dura até 1969, separando-se da mulher, grávida do terceiro filho do casal,Frederico; neste ano conhece Thais, que também tem uma filha sua - Ana Carolina - ambos nascidos em 1970. Com ela viria a ter outra filha,Juliana, em 1973.
Estabelece com outros colegas, na capital paulista, uma produtora de filmes independente, chamada Blimp, que foi idealizadora de programas como Fantástico e Globo Repórter. Na produção cinematográfica realizou diversos documentários e filmes, como Sargento Getúlio, sendo premiado em várias ocasiões.
Em 1978 ingressa pela primeira vez na televisão, reformulando o setor jornalístico da Rede Tupi. A emissora vem a falir pouco tempo depois, por conta das disputas internas, e Carlos Augusto é convidado para comandar a instalação da Rede Bandeirantes de Televisão, a partir de três emissoras pertencentes ao empresário João Saad: a este tempo o irmão Boni cuidava da reformulação da Rede Globo, pelo que os dois passaram a ser concorrentes e responsáveis pelos dois maiores canais televisivos do país de então.
Em 1981 sai da emissora e participa, com Roberto Marinho, da instalação da produtora Globotec, responsável pela criação de aberturas das novelas, especiais e documentários da emissora, no qual se destaca o Roberto Carlos Especial do ano seguinte, que teve por temática Carlitos. Em 1984,lança o seriado independente Joana,exibido na Rede Manchete e no SBT 
Separou-se da segunda mulher, em 1986, ano em que assume a coordenação de comunicação da campanha do empresário Antônio Ermírio de Moraes para governador de São Paulo.. Em 1989 conhece Valéria Balbi, sua terceira mulher, com quem teve uma filha, Luíza, nascida em 1995. Também em 1989 produz a primeira telenovela brasileira independente, exibida pelo SBT, Cortina de Vidro, em que trabalharam além de Valéria a filha Carola, falecida em 2011.
Na década de 1990, esteve na implantação das redes Rede OM e Rede Record
Dentre seus projetos está a realização de um filme sobre a vida de Silvio Santos intitulado "Era uma vez no Brasil" e "Amores de Guerra" – sobre a participação do Brasil na Segunda Guerra Mundial .

## Morte
Morreu aos 77 anos de idade, em decorrência de uma parada cardiorrespiratória, no dia 14 de outubro de 2018, no Hospital Albert Einstein, na zona sul de São Paulo, onde ele estava internado.